# Anthony Geslin

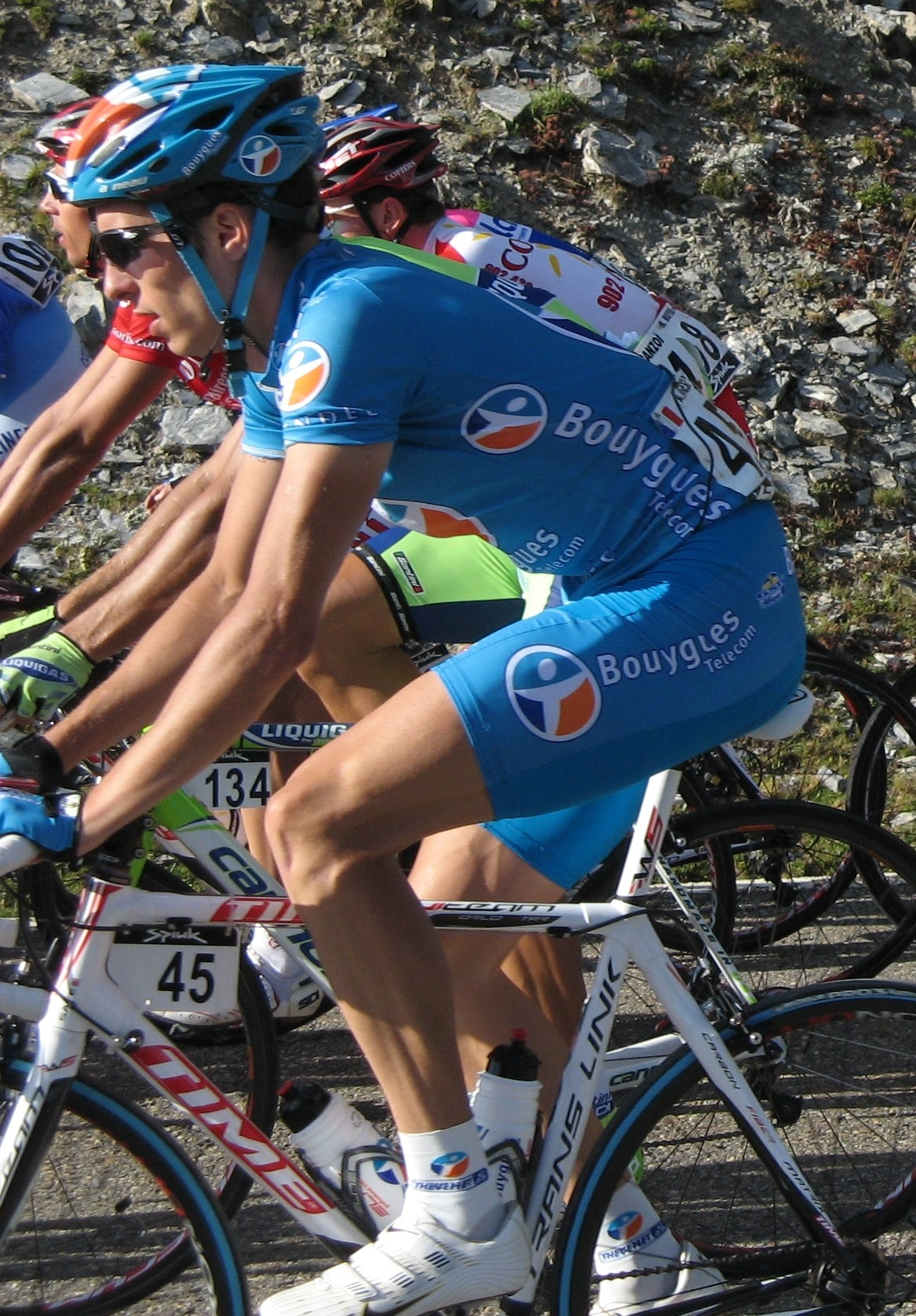
Anthony Geslin under 2008 års Vuelta a España.

Anthony Geslin, född 9 juni 1980 i Alençon, är en fransk professionell cyklist. Han blev professionell 2002 då han skrev på ett kontrakt med Bonjour som styrdes av Jean-René Bernaudeau. Mellan 2003 och 2004 tävlade han med eftergångaren till Bonjour, Brioches La Boulangère som senare bytte namn till Bouygues Télécom och i det cykelstallet stannade han fram till och med 2008. Inför säsongen 2009 blev fransmannen kontrakterad för det franska stallet Française des Jeux.
Geslin blev fransk U23-tempomästare 1998 och 1999. Som amatör vann han också Grand Prix de Loiron. Sin första vinst som professionell kom under säsongen 2003 när han vann Essor Basque.
Geslin tog bronsmedaljen i världsmästerskapen på landsväg 2005 i Madrid efter silvermedaljören Alejandro Valverde och guldmedaljören Tom Boonen.
Geslin kom in på en åttonde plats på den sista etappen på Tour de France 2006. Under säsongen 2006 vann han Paris-Camembert. Året därpå vann han också den franska tävlingen Trophée des Grimpeurs.
Under säsongen 2008 slutade Geslin tvåa på etapp 1 och 2 efter Vuelta Ciclista a la Rioja. I juli vann han Tour du Doubs strax framför Christophe Kern och Vincent Jérôme.
Anthony Geslin vann Brabantse Pijl under säsongen 2009, en tävling som han vann framför Jérôme Pineau och Fabian Wegmann. I maj slutade han tvåa på Trophée des Grimpeurs bakom Thomas Voeckler. På de franska nationsmästerskapen 2009 slutade Geslin tvåa bakom Dimitri Champion i linjeloppet. Anthony Geslin slutade på sjätte plats på GP d'Isbergues bakom Benoit Vaugrenard, Luca Mazzanti, Ivan Rovnyj, Maarten Tjallingii och Greg Van Avermaet.

## Meriter
2003
1:a, Criterium des Espoirs
2:a, etapp 1, Criterium des Espoirs
2:a, GP Rudy Dhaenens
2:a, GP Ouest France
3:a, etapp 2, Criterium des Espoirs
3:a, etapp 3, Criterium des Espoirs
3:a, etapp 4, Hessen Rundfahrt
2004
1:a, Route Adélie de Vitré
2005
1:a, etapp 3, Circuit de Lorraine Professionnels
3:a, Världsmästerskapens linjelopp
2006
1:a, Paris-Camembert
3:a, GP d'Ouverture
3:a, Route Adélie de Vitré
2007
1:a, Trophée des Grimpeurs
2008
1:a, Tour du Doubs
2:a, etapp 1, Vuelta Ciclista a la Rioja
2:a, etapp 2, Vuelta Ciclista a la Rioja
2009
1:a, Brabantse Pijl
2:a, Trophée des Grimpeurs
2:a, Nationsmästerskapens linjelopp

## Stall
- Bonjour 2002
- Brioches La Boulangère 2003–2004
- Bouygues Télécom 2005–2008
- Française des Jeux 2009–